# Tricicletă

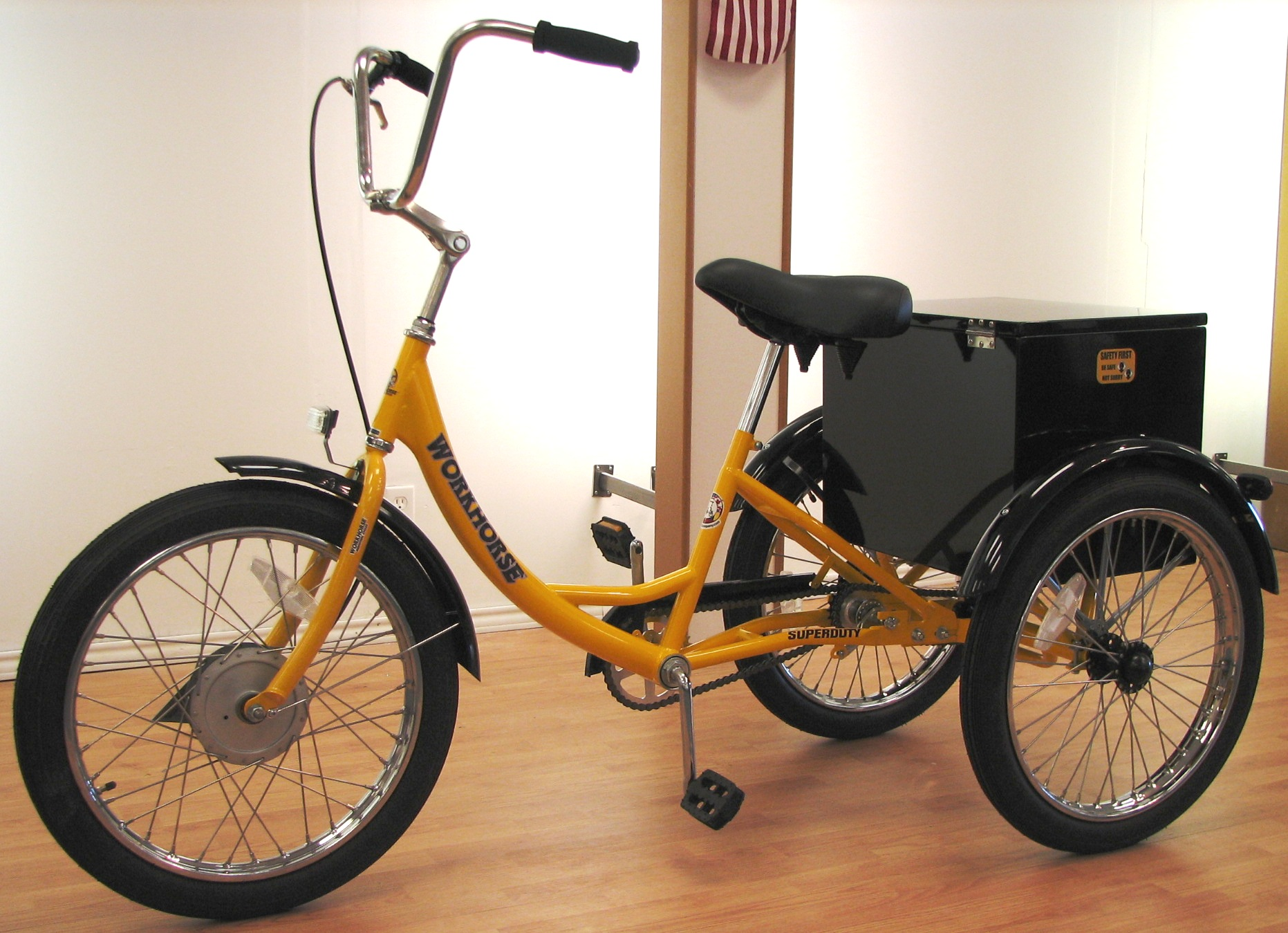
Tricicletă

O tricicletă (denumită și triciclu) este un vehicul acționat prin pedale, similar cu o bicicletă, dar dotat cu trei roți, din care două sunt paralele, amplasate fie în spate, fie în față.
Tricicletele sunt folosite de obicei de preșcolari, dar și de adulți în diferite scopuri. De exemplu, în Statele Unite și Canada, ele sunt folosite de bătrâni pentru recreație, cumpărături și exerciții.
Există și tricicluri pentru transport de persoane în regim de taxi, în special în localități turistice, pentru turul monumentelor reprezentative.

## Galerie de poze

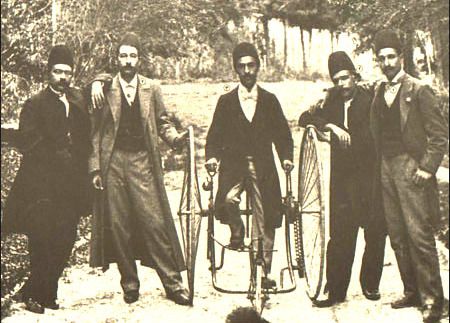
Triciclu din secolul 19 folosit în Iran
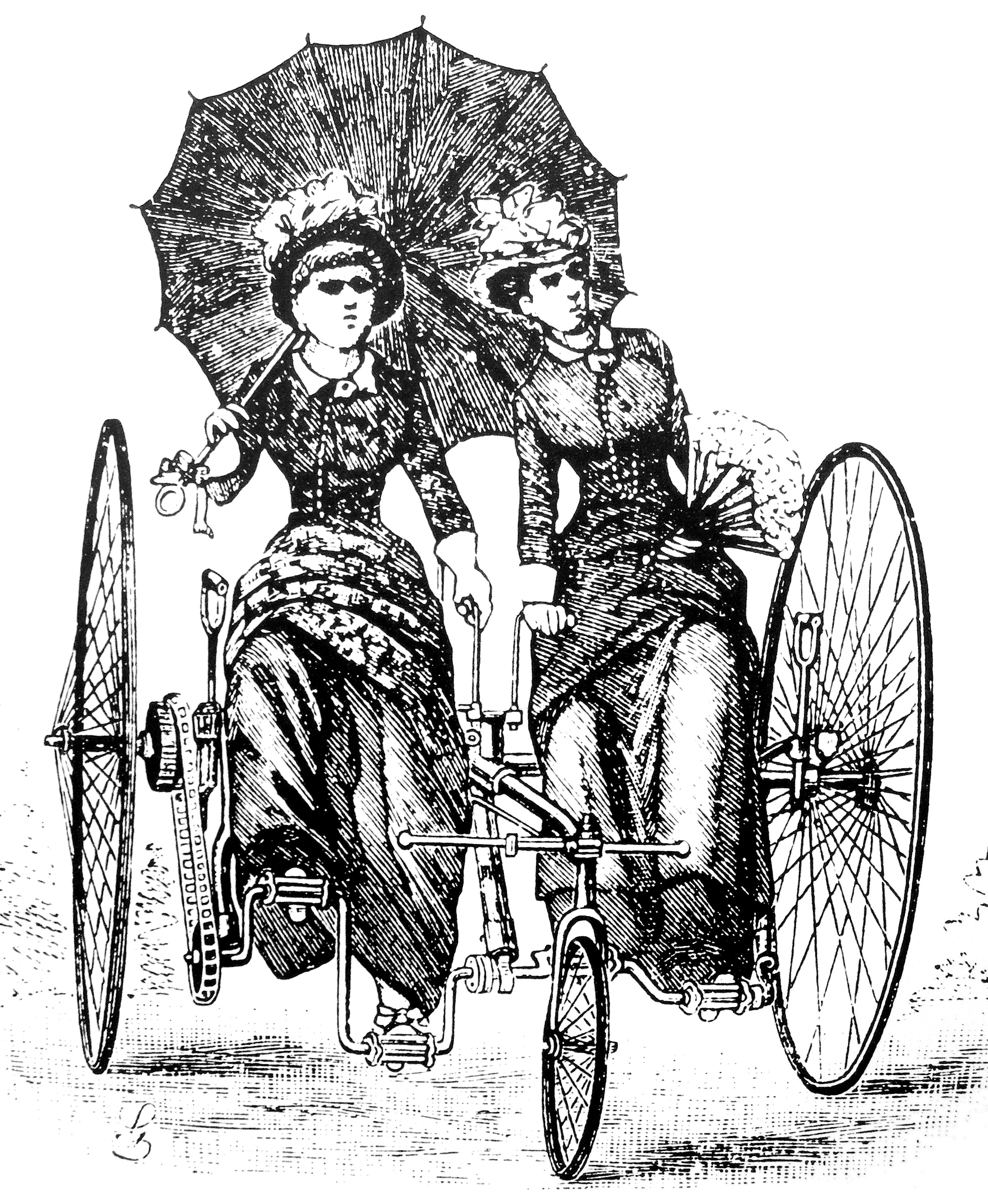
Două femei într-o tricicletă în 1886
Triciclu utilitar circulând pe o stradă din Olanda
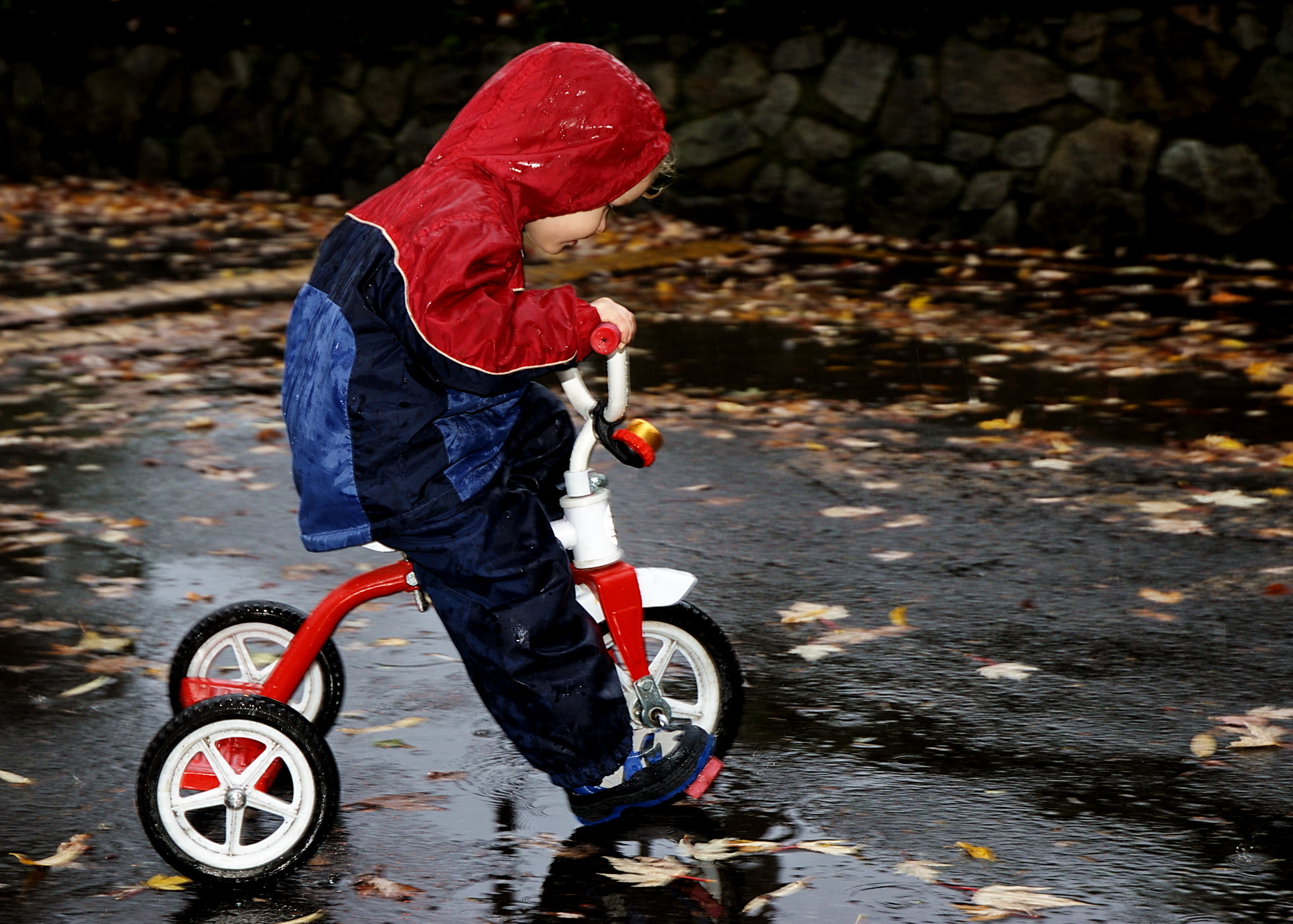
Un copil pe o tricicletă
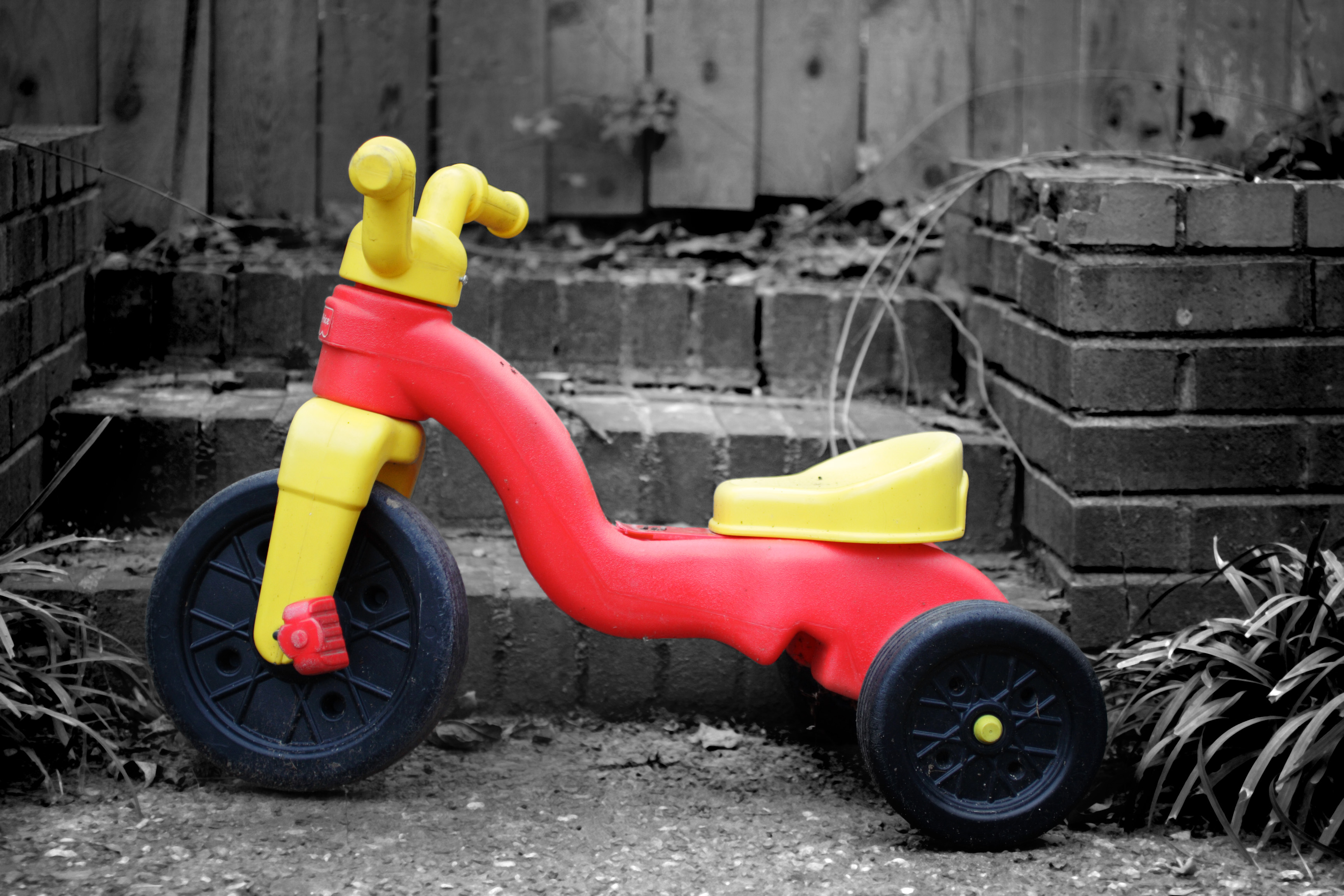
O triciletă din plastic
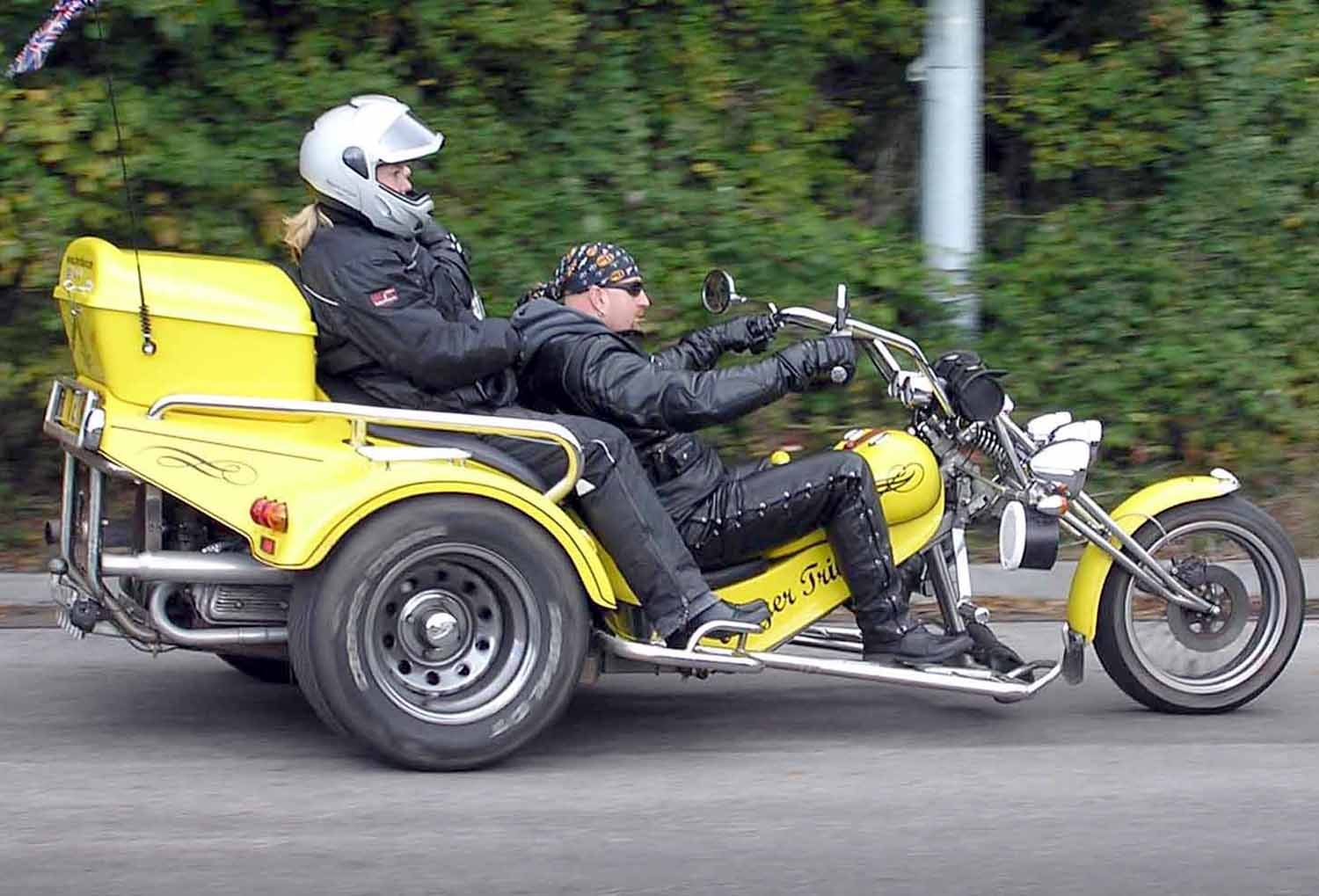
Triciclu motorizat
Triciclu utilitar parcat pe o stradă din Olanda
Triciclu pentru transport persoane circulând în Amsterdam
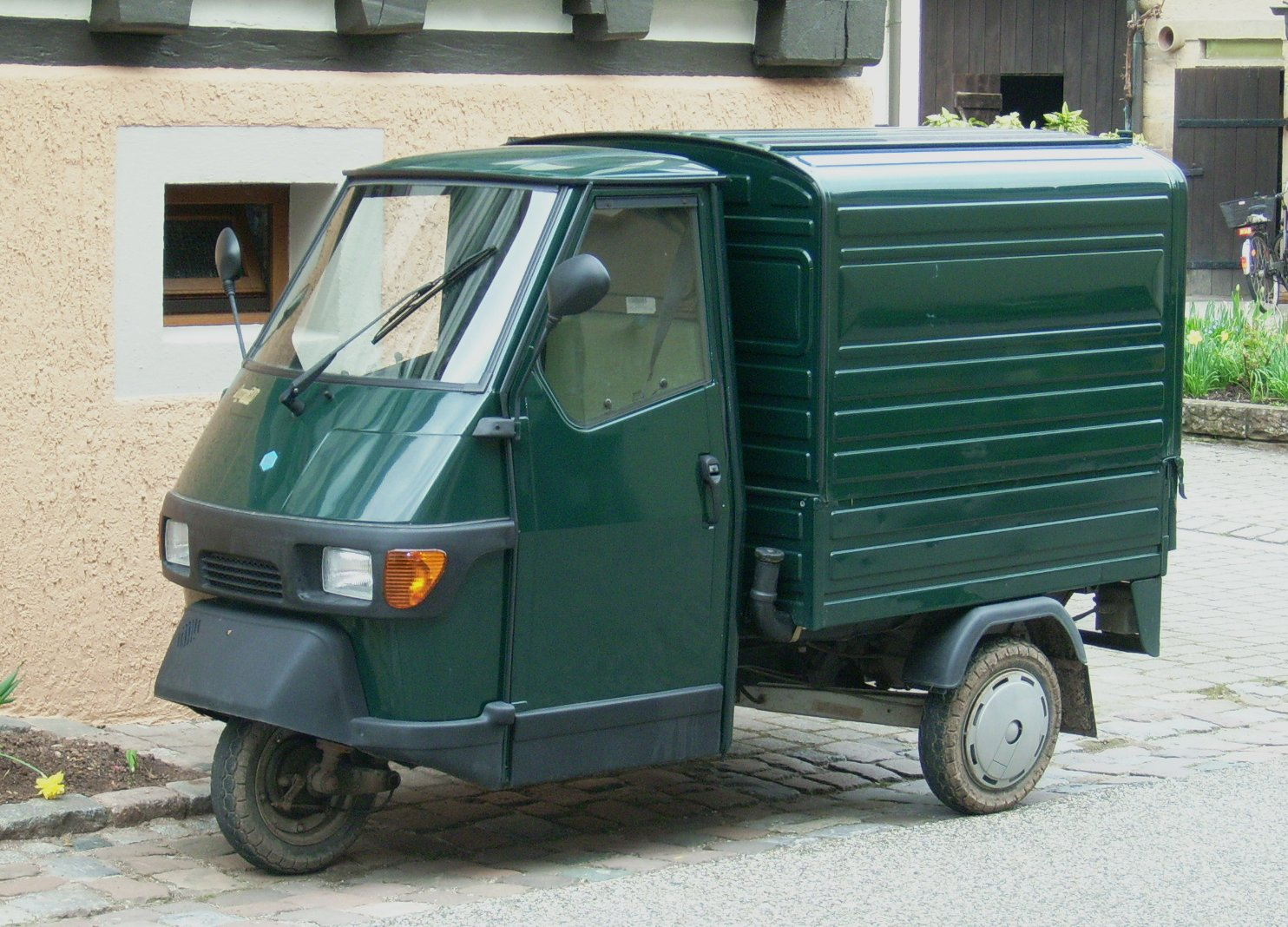
Scuter Piaggio Ape cu compartiment de marfă